# Triazan
Triazanul este un compus anorganic, o hidrură de azot, al treilea membru al seriei azanilor după azan (amoniac) și diazan (hidrazină). 
Are formula brută N3H5.